# Lista de recordistas de vendas de discos nos Estados Unidos

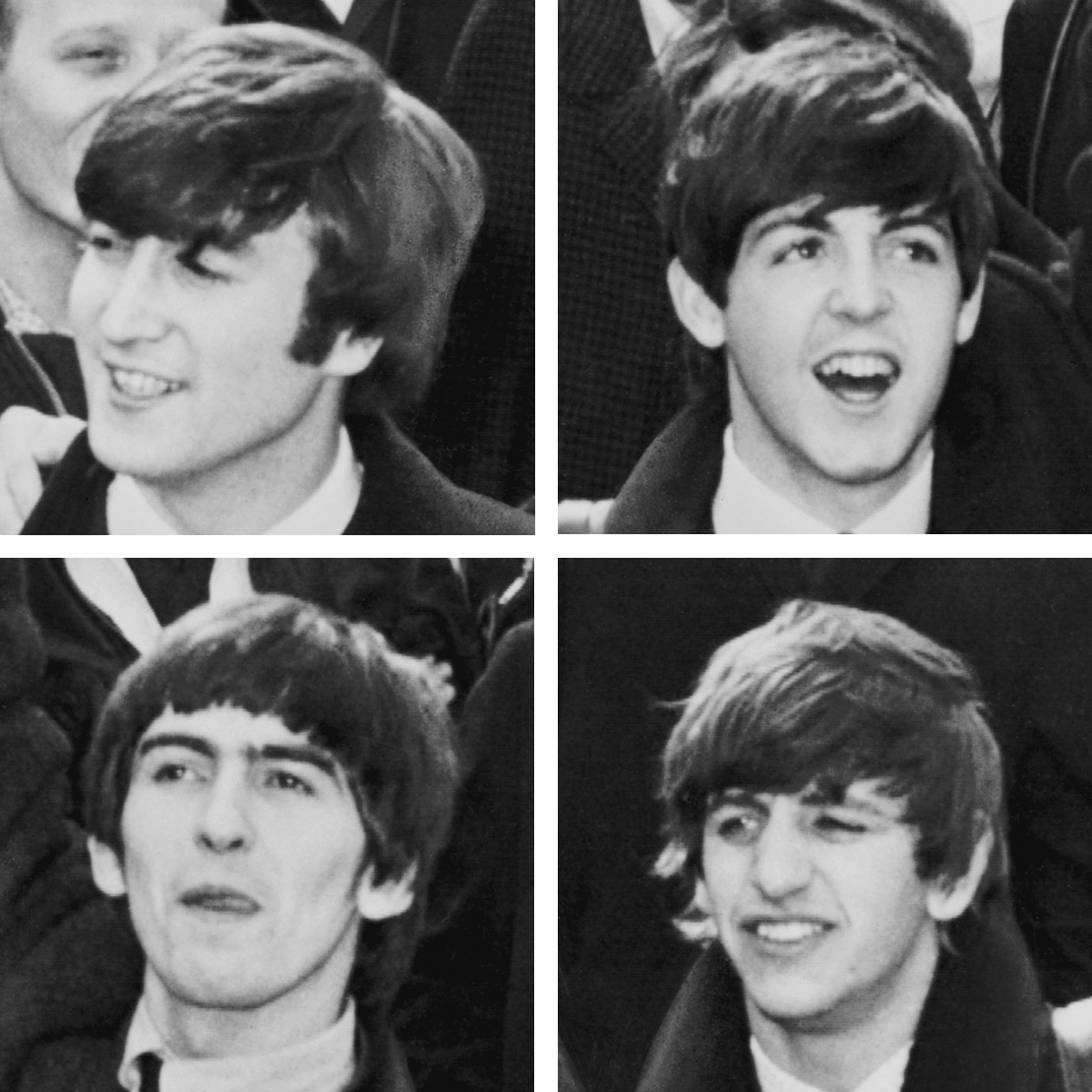
A banda The Beatles é líder em vendas nos Estados Unidos.

Este anexo lista os recordistas de vendas de discos nos Estados Unidos, relacionando todos os artistas que alcançaram um volume mínimo de 22,5 milhões de vendas em suas carreiras. Os dados são compilados e atualizados pela Recording Industry Association of America – RIAA, a empresa oficial das gravadoras do país, além de ser a maior em seu segmento no mundo e associada a IFPI.
Em primeiro lugar surge a banda britânica The Beatles, com um volume de mais de 178 milhões de discos vendidos nos Estados Unidos. Em segundo está o cantor country Garth Brooks, com 135 milhões. Em terceiro, com 134,5 milhões vem o cantor de rock Elvis Presley, falecido na década de 1970.
Em quarto lugar está a também extinta banda britânica Led Zeppelin, com 111,5 milhões de cópias vendidas no país norte-americano. A banda Eagles está na quinta posição, com 101 milhões de comercializações de seus discos. A cantora mais bem sucedida no país é Barbra Streisand, com 72,5 milhões de vendas, Madonna é a segunda cantora mais vendida com 64,5 milhões em vendas, seguida de Mariah Carey, Whitney Houston, Celine Dion e Shania Twain.

## Da 1.ª à 100.ª posição
| Ordem | Nome                            | Nacionalidade              | Décadas de atividade | Género                                              | Vendas certificadas em milhões[2] |
| ----- | ------------------------------- | -------------------------- | -------------------- | --------------------------------------------------- | --------------------------------- |
| 1     | The Beatles                     | Reino Unido                | 1960s–70s            | Rock[3]                                             | 178                               |
| 2     | Garth Brooks                    | Estados Unidos             | 1980s–2010s          | Country[4]                                          | 135                               |
| 3     | Elvis Presley                   | Estados Unidos             | 1950s–70s            | Rock and roll / Pop / Country / R&B[5]              | 134.5                             |
| 4     | Led Zeppelin                    | Reino Unido                | 1960s–80s            | Hard rock / Heavy metal / Blues / Folk[6]           | 111.5                             |
| 5     | Eagles                          | Estados Unidos             | 1970s–2010s          | Rock / Country rock[7]                              | 101                               |
| 6     | Billy Joel                      | Estados Unidos             | 1970s–2000s          | Rock[8]                                             | 81.5                              |
| 7     | Michael Jackson                 | Estados Unidos             | 1970s–2000s          | Pop / R&B / Rock / Soul / Dance                     | 76                                |
| 8     | Pink Floyd                      | Reino Unido                | 1960s–2010s          | Progressive rock / Psychedelic rock / Space rock[9] | 75                                |
| 9     | Elton John                      | Reino Unido                | 1960s–2010s          | Rock[10]                                            | 73.5                              |
| 10    | Barbra Streisand                | Estados Unidos             | 1960s–2010s          | Pop                                                 | 72.5                              |
| 11    | AC/DC                           | Reino Unido/Austrália      | 1970s–2010s          | Hard rock[11]                                       | 72                                |
| 12    | George Strait                   | Estados Unidos             | 1980s–2010s          | Country                                             | 69                                |
| 13    | Aerosmith                       | Estados Unidos             | 1970s–2010s          | Hard rock / Heavy metal[12]                         | 66.5                              |
| 13    | The Rolling Stones              | Reino Unido                | 1960s–2010s          | Rock[13]                                            | 66.5                              |
| 15    | Bruce Springsteen               | Estados Unidos             | 1970s–2010s          | Rock / Folk                                         | 64.5                              |
| 15    | Madonna                         | Estados Unidos             | 1980s–2010s          | Pop / Dance                                         | 64.5                              |
| 17    | Mariah Carey                    | Estados Unidos             | 1990s–2010s          | R&B / Pop / Hip-Hop                                 | 100.0                             |
| 18    | Metallica                       | Estados Unidos             | 1980s–2010s          | Thrash metal / Heavy metal                          | 62                                |
| 19    | Whitney Houston                 | Estados Unidos             | 1980s–2010s          | R&B/Pop                                             | 57                                |
| 20    | Van Halen                       | Estados Unidos             | 1970s–2010s          | Hard rock                                           | 56.5                              |
| 21    | U2                              | Irlanda                    | 1970s–2010s          | Rock                                                | 51.5                              |
| 22    | Kenny Rogers                    | Estados Unidos             | 1950s–2000s          | Pop / Rock / Country                                | 51                                |
| 23    | Celine Dion                     | Canadá                     | 1980s–2010s          | Pop                                                 | 50                                |
| 24    | Fleetwood Mac                   | Reino Unido/Estados Unidos | 1960s–2010s          | Rock                                                | 49.5                              |
| 25    | Neil Diamond                    | Estados Unidos             | 1960s–2010s          | Pop                                                 | 48.5                              |
| 26    | Shania Twain                    | Canadá                     | 1990s–2010s          | Pop country                                         | 48                                |
| 26    | Kenny G                         | Estados Unidos             | 1980s–2010s          | Smooth Jazz                                         | 48                                |
| 28    | Journey                         | Estados Unidos             | 1970s–2010s          | Pop / Rock                                          | 47                                |
| 29    | Alabama                         | Estados Unidos             | 1970s–2010s          | Country rock                                        | 46                                |
| 30    | Guns N' Roses                   | Estados Unidos             | 1980s–2010s          | Hard rock / Heavy Metal                             | 44.5                              |
| 31    | Santana                         | México/Estados Unidos      | 1960s–2010s          | Latin / Rock                                        | 43.5                              |
| 31    | Bob Seger                       | Estados Unidos             | 1960s–2010s          | Rock                                                | 43.5                              |
| 31    | Alan Jackson                    | Estados Unidos             | 1980s–2010s          | Country                                             | 43.5                              |
| 34    | Eric Clapton                    | Reino Unido                | 1960s–2010s          | Blues / Blues rock / Rock                           | 42.5                              |
| 35    | 2Pac                            | Estados Unidos             | 1990s                | Hip-Hop                                             | 41.5                              |
| 36    | Reba McEntire                   | Estados Unidos             | 1970s–2010s          | Country                                             | 41                                |
| 37    | Prince                          | Estados Unidos             | 1970s–2010s          | R&B / Rock / Funk                                   | 39.5                              |
| 38    | Chicago                         | Estados Unidos             | 1960s–2010s          | Rock                                                | 38.5                              |
| 38    | Simon and Garfunkel             | Estados Unidos             | 1960s–70s            | Folk rock[14]                                       | 38.5                              |
| 40    | Rod Stewart                     | Reino Unido                | 1960s–2010s          | Rock                                                | 38                                |
| 41    | Foreigner                       | Estados Unidos/Reino Unido | 1970s–2010s          | Rock                                                | 37.5                              |
| 41    | Tim McGraw                      | Estados Unidos             | 1990s–2010s          | Country                                             | 37.5                              |
| 41    | Eminem                          | Estados Unidos             | 1990s–2010s          | Hip-Hop                                             | 37.5                              |
| 44    | Bob Dylan                       | Estados Unidos             | 1960s–2010s          | Folk / Rock                                         | 37                                |
| 44    | Backstreet Boys                 | Estados Unidos             | 1990s–2010s          | Pop / Dance                                         | 37                                |
| 46    | Def Leppard                     | Reino Unido                | 1970s–2010s          | Hard rock / Heavy Metal                             | 35                                |
| 46    | Willie Nelson                   | Estados Unidos             | 1950s–2010s          | Country                                             | 35                                |
| 48    | Queen                           | Reino Unido                | 1970s–2000s          | Rock / Hard rock                                    | 34.5                              |
| 49    | Britney Spears                  | Estados Unidos             | 1990s–2010s          | Pop / Dance                                         | 34                                |
| 49    | Bon Jovi                        | Estados Unidos             | 1980s–2010s          | Hard Rock / Glam Metal                              | 34                                |
| 51    | Phil Collins                    | Reino Unido                | 1970s–2010s          | Rock / R&B                                          | 33.5                              |
| 51    | R. Kelly                        | Estados Unidos             | 1990s–2010s          | R&B / Soul                                          | 33.5                              |
| 51    | Dave Matthews Band              | Estados Unidos             | 1990s–2010s          | Rock                                                | 33.5                              |
| 54    | James Taylor                    | Estados Unidos             | 1960s–2010s          | Folk / Pop                                          | 33                                |
| 54    | John Denver                     | Estados Unidos             | 1960s–90s            | Pop / Country                                       | 33                                |
| 54    | The Doors                       | Estados Unidos             | 1960s–70s            | Rock / Psychedelic Rock                             | 33                                |
| 57    | Pearl Jam                       | Estados Unidos             | 1990s–2010s          | Grunge / Alternative rock                           | 31.5                              |
| 58    | Boston                          | Estados Unidos             | 1970s–2010s          | Rock / Hard rock                                    | 31                                |
| 59    | Dixie Chicks                    | Estados Unidos             | 1980s–2000s          | Country / Country pop                               | 30.5                              |
| 60    | Linda Ronstadt                  | Estados Unidos             | 1960s–2000s          | Rock / Folk / Country                               | 30                                |
| 61    | Tom Petty                       | Estados Unidos             | 1970s–2010s          | Rock                                                | 29                                |
| 61    | Jay-Z                           | Estados Unidos             | 1990s–2010s          | Hip-Hop                                             | 29                                |
| 63    | Ozzy Osbourne                   | Reino Unido                | 1960s–2010s          | Heavy metal / Hard Rock                             | 28.75                             |
| 64    | Mannheim Steamroller            | Estados Unidos             | 1970s–2010s          | New Age / Christmas                                 | 28.5                              |
| 64    | Tom Petty and the Heartbreakers | Estados Unidos             | 1970s–2010s          | Rock                                                | 28.5                              |
| 66    | 'N Sync                         | Estados Unidos             | 1990s–2000s          | Pop                                                 | 28                                |
| 66    | Michael Bolton                  | Estados Unidos             | 1980s–2010s          | Pop                                                 | 28                                |
| 66    | Lynyrd Skynyrd                  | Estados Unidos             | 1960s–2000s          | Southern rock                                       | 28                                |
| 69    | John Mellencamp                 | Estados Unidos             | 1970s–2010s          | Rock                                                | 27.5                              |
| 69    | Brooks & Dunn                   | Estados Unidos             | 1990s–2000s          | Country                                             | 27.5                              |
| 69    | Barry Manilow                   | Estados Unidos             | 1970s–2010s          | Pop                                                 | 27.5                              |
| 72    | Boyz II Men                     | Estados Unidos             | 1990s–2000s          | R&B                                                 | 27                                |
| 72    | Frank Sinatra                   | Estados Unidos             | 1930s–90s            | Traditional pop                                     | 27                                |
| 74    | Enya                            | Irlanda                    | 1980s–2010s          | New Age / Celtic                                    | 26.5                              |
| 74    | Bee Gees                        | Reino Unido                | 1960s–2000s          | Disco                                               | 26.5                              |
| 76    | Janet Jackson                   | Estados Unidos             | 1980s–2010s          | R&B / Pop                                           | 26                                |
| 76    | Creedence Clearwater Revival    | Estados Unidos             | 1960s–70s            | Rock                                                | 26                                |
| 78    | Faith Hill                      | Estados Unidos             | 1990s–2010s          | Country                                             | 25.5                              |
| 78    | Kenny Chesney                   | Estados Unidos             | 1990s–2010s          | Country                                             | 25.5                              |
| 78    | Taylor Swift                    | Estados Unidos             | 2000s–2010s          | Country / Pop                                       | 25.5                              |
| 81    | Rush                            | Canadá                     | 1970s–2010s          | Progressive rock[15]                                | 25                                |
| 81    | Nirvana                         | Estados Unidos             | 1980s–90s            | Grunge / Alternative rock                           | 25                                |
| 81    | ZZ Top                          | Estados Unidos             | 1970s–2010s          | Rock / Blues rock / Hard rock                       | 25                                |
| 81    | Luther Vandross                 | Estados Unidos             | 1960s–2000s          | R&B                                                 | 25                                |
| 81    | Creed                           | Estados Unidos             | 1990s–2000s          | Post-grunge / Hard rock                             | 25                                |
| 81    | Toby Keith                      | Estados Unidos             | 1990s–2010s          | Country                                             | 25                                |
| 87    | The Carpenters                  | Estados Unidos             | 1960s–80s            | Pop                                                 | 24.5                              |
| 87    | Steve Miller Band               | Estados Unidos             | 1960s–2010s          | Rock                                                | 24.5                              |
| 89    | Vince Gill                      | Estados Unidos             | 1970s–2010s          | Country                                             | 24                                |
| 89    | Green Day                       | Estados Unidos             | 1980s–2010s          | Punk Rock / Pop punk / Alternative rock             | 24                                |
| 89    | Mötley Crüe                     | Estados Unidos             | 1980s–2010s          | Heavy Metal / Glam Metal                            | 24                                |
| 92    | Earth, Wind & Fire              | Estados Unidos             | 1970s–2010s          | Funk / R&B / Disco                                  | 23.5                              |
| 92    | The Cars                        | Estados Unidos             | 1970s–2010s          | Rock / New wave                                     | 23.5                              |
| 92    | Kid Rock                        | Estados Unidos             | 1990s–2010s          | Rock / Hip-Hop / Country                            | 23.5                              |
| 92    | Sade                            | Reino Unido                | 1980s–2010s          | R&B / Pop                                           | 23.5                              |
| 92    | Jimi Hendrix                    | Estados Unidos             | 1960s–70s            | Psychedelic rock                                    | 23.5                              |
| 97    | Jimmy Buffett                   | Estados Unidos             | 1960s–2010s          | Rock / Pop / Country                                | 23                                |
| 97    | Lionel Richie                   | Estados Unidos             | 1960s–2010s          | Soul / R&B / Pop                                    | 23                                |
| 97    | Red Hot Chili Peppers           | Estados Unidos             | 1980s–2010s          | Funk rock / Alt rock                                | 23                                |
| 100   | The Police                      | Reino Unido                | 1970s–80s            | Rock                                                | 22.5                              |
| 100   | Usher                           | Estados Unidos             | 1990s–2010s          | R&B / Pop                                           | 22.5                              |
| 100   | Heart                           | Estados Unidos             | 1970s–2010s          | Rock                                                | 22.5                              |
| 100   | The Beach Boys                  | Estados Unidos             | 1960s–2010s          | Rock / Pop / Surf / Psychedelic[16]                 | 22.5                              |